# 店小二酒
店小二酒是安徽亳州出产的一种白酒，和古井贡酒同源，均为三国东吴尚书怀叙的后代于元末明初时迁居当地后，其后人怀民于1515年创立的“公兴糟坊”；其所产的“减酒”曾广受欢迎，并从1573年起成为贡酒；后因僧格林沁与捻军在当地激战，亳州百业凋零，糟坊倒闭，减酒停产。1958年当局于公兴糟坊旧址上成立国营酒厂复产。店小二酒为以三次筛选后的高粱、小麦为主料，经择层取醅、择时摘酒、陶坛洞藏等传统工艺酿成的浓香型白酒，现主要市场为除中国西南地区外的20余个省市。